# Desa Karangjaya (administrativ by i Indonesien, lat -6,37, long 107,46)
Desa Karangjaya är en administrativ by i Indonesien.   Den ligger i provinsen Jawa Barat, i den västra delen av landet, 70 km öster om huvudstaden Jakarta.